# Bobr (Žacléř)
Bobr (niem. Bober) – dzielnica w północnej części miasta Žacléř w okręgu Trutnov we wschodnich czeskich Karkonoszach. 

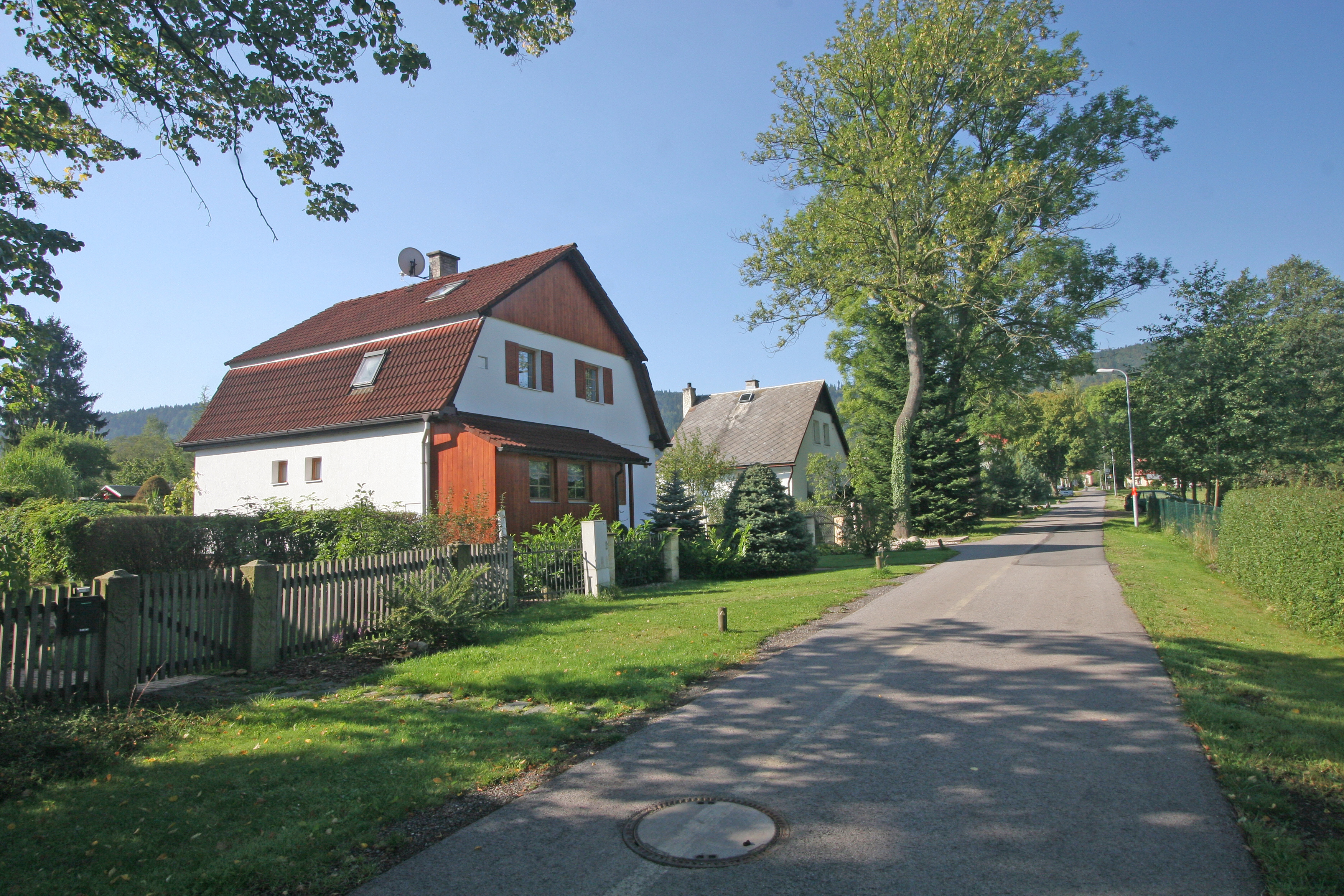
Bobr

Na południowo-wschodnim stoku Bobrowego Stoku, na wysokości około 780 m n.p.m. znajdują się źródła Bobru (czes. Bobr, niem. Bober), najdłuższego lewego dopływu Odry.
W 2001 roku Bobr miał 207 mieszkańców.